# FM++
FM++（エフエムプラぷら）は、コミュニティFMの番組をネット配信するサイトである。運営元は鹿児島県鹿屋市に本社のある株式会社スマートエンジニアリング。

## 概要
コミュニティFMのインターネットサイマル放送としては、SimulRadio・JCBAインターネットサイマルラジオが先行して存在しているが、いずれもラジオ放送が中心の配信である。FM++では放送に加え、災害情報をはじめとした文字情報を同時に配信出来るほか、放送局側においては接続数の管理を行うことができる特徴がある。また、各放送局ごとにアプリは独立されており、1つの局ごとに専用のアプリのダウンロードが必要となる。
現在、各局毎の単独版とは別に、FM++から配信している放送局を1つのアプリにまとめた通称「統合版」と呼ばれる局名なしの「FMプラプラ」アプリがある。FM++の「統合版」はFM++公式ページや放送局ページからではなく、各アプリストアでFMプラプラ（FM++）でダウンロード可能である。
一部の放送局については、2017年以降パソコンのブラウザでFM++の公式ページから聴取が可能になっている。
2020年中に独自アプリを止め、統合版に切り替える放送局が相次いでいる。

## 放送内容
基本的にコミュニティFMの電波で放送されるものと同じものが放送される。

## 聴取方法
いずれの方法も、都道府県域の民放ラジオ局で実施されている「radiko」とは異なり、聴取エリアの制限はなく、全国および全世界で利用できる。
- iPhone - App storeより各局専用アプリまたはFMプラプラ（FM++）アプリ「通称、統合版」をダウンロード。
- Android - Google Playより各局専用アプリまたはFMプラプラ（FM++）アプリ「通称、統合版」をダウンロード。
- Windowsパソコン等 - 2017年5月よりMicrosoft Edge・Google Chrome・Mozilla Firefox・Safariにて動作可能なブラウザ版プレーヤーが提供されており[注 1]、FM++の公式ページから対応ブラウザで聴取が可能である（一部非対応の放送局あり）。

## 配信中の放送局
放送局名はFM++公式ページに準ずる。

### 現在
| 配信局名               | 所在地               | 配信開始日     | パソコンの聴取 |
| ---------------------- | -------------------- | -------------- | -------------- |
| FMはなび               | 秋田県大仙市         | 2015年7月31日  | ○              |
| ラジオおおだて         | 秋田県大館市         | 2022年7月20日  | ○              |
| FMあすも               | 岩手県一関市         | 2013年4月29日  | ○              |
| きたかみE&Beエフエム   | 岩手県北上市         | 2020年11月2日  | ○              |
| OCR FM835              | 宮城県大崎市         | 2017年5月1日   | ○              |
| FM桐生                 | 群馬県桐生市         | 2017年7月21日  | ○              |
| FMくらら857            | 栃木県栃木市         | 2015年9月25日  | ○              |
| ミヤラジ               | 栃木県宇都宮市       | 2017年3月1日   | ○              |
| おーラジ               | 栃木県小山市         | 2017年11月4日  | ○              |
| FMゆうがお             | 栃木県下野市         | 2019年12月20日 | ○              |
| FMもおか               | 栃木県真岡市         | 2020年11月15日 | ○              |
| FM DAMONO              | 栃木県足利市         | 2024年5月26日  | ○              |
| FMクマガヤ             | 埼玉県熊谷市         | 2019年4月3日   | ○              |
| ちちぶFM               | 埼玉県秩父市         | 2019年10月7日  | ○              |
| ほんじょうFM           | 埼玉県本庄市         | 2021年4月14日  | ○              |
| TOKYO854 くるめラ      | 東京都東久留米市     | 2018年6月30日  | ○              |
| エフエム西東京         | 東京都西東京市       | 2020年4月1日   | ○              |
| ラジオTAMAリバー       | 東京都府中市         | 2023年4月1日   | ○              |
| FMサルース             | 神奈川県横浜市青葉区 | 2017年11月23日 | （JCBA）       |
| FM大師                 | 神奈川県川崎市川崎区 | 2024年9月30日  | ○              |
| 金沢シーサイドFM       | 神奈川県横浜市金沢区 | 2022年10月1日  | ○              |
| FM HOT 839             | 神奈川県相模原市     | 2019年9月26日  | （CSRA）       |
| レディオ湘南           | 神奈川県藤沢市       | 2018年4月1日   | （JCBA）       |
| ラヂオは〜と           | 新潟県燕市           | 2019年7月1日   | ○              |
| FMみょうこう           | 新潟県妙高市         | 2015年12月14日 | ○              |
| FMとおかまち           | 新潟県十日町市       | 2016年7月11日  | ○              |
| いいだFM               | 長野県飯田市         | 2013年1月1日   | 〇             |
| LCV-FM769              | 長野県諏訪市         | 2014年7月1日   | （JCBA）       |
| はれラジ               | 長野県東御市         | 2015年8月18日  | ○              |
| FMまつもと             | 長野県松本市         | 2017年4月1日   | ○              |
| fmさくだいら           | 長野県佐久市         | 2018年7月3日   | ○              |
| FMぜんこうじ           | 長野県長野市         | 2025年7月1日   | ○              |
| あづみ野エフエム       | 長野県安曇野市       | 2025年8月1日   | ○              |
| TEES-843FM             | 愛知県豊橋市         | 2013年11月21日 | ○              |
| メディアスFM           | 愛知県東海市         | 2014年6月23日  | ○              |
| KATCH&Pitch 地域情報   | 愛知県刈谷市         | 2016年1月14日  | ○              |
| ラジオ・ラブィート     | 愛知県豊田市         | 2017年1月1日   | ○              |
| 名古屋市防災(MID-FM)   | 愛知県名古屋市       | 2018年9月1日   | ○              |
| FMらら76.8             | 岐阜県可児市         | 2015年4月1日   | ○              |
| CTY-FM                 | 三重県四日市市       | 2015年7月1日   | ○              |
| FMおおつ               | 滋賀県大津市         | 2019年4月1日   | ○              |
| びわこの東のFM         | 滋賀県彦根市         | 2020年4月1日   | ○              |
| FMいずみおおつ         | 大阪府泉大津市       | 2017年12月24日 | ○              |
| YES-fm                 | 大阪府大阪市中央区   | 2018年7月1日   | ○              |
| 奥河内ラジオ           | 大阪府河内長野市     | 2025年3月24日  | ○              |
| やおFM                 | 大阪府八尾市         | 2025年2月15日  | ○              |
| FMハイホー             | 奈良県王寺町         | 2025年4月1日   | ○              |
| FMヤマト               | 奈良県大和高田市     | 2021年7月1日   | ○              |
| みんなのあま咲き放送局 | 兵庫県尼崎市         | 2024年6月3日   | ○              |
| ゆめウェーブ           | 岡山県笠岡市         | 2015年11月2日  | ○              |
| FMわっしょい           | 山口県防府市         | 2017年12月12日 | ○              |
| FMスマイルウェ～ブ     | 山口県山陽小野田市   | 2018年11月1日  | ○              |
| FMはたらんど           | 高知県四万十市       | 2023年12月20日 | ○              |
| FM KITAQ               | 福岡県北九州市       | 2022年1月1日   | ○              |
| COMIxTEN               | 福岡県福岡市         | 2025年1月11日  | ○              |
| FMたんと               | 福岡県大牟田市       | 2016年7月9日   | ○              |
| えびすFM               | 佐賀県佐賀市         | 2014年7月10日  | ○              |
| FMしまばら             | 長崎県島原市         | 2012年8月1日   | ○              |
| はっぴぃ!FM            | 長崎県佐世保市       | 2013年6月4日   | ○              |
| FMひまわり             | 長崎県南島原市       | 2018年10月1日  | ○              |
| エフエム諫早           | 長崎県諫早市         | 2015年4月1日   | ○              |
| エフエム対馬           | 長崎県対馬市         | 2024年4月8日   | ○              |
| みつばちラジオ         | 熊本県天草市         | 2017年12月3日  | ○              |
| サンシャインFM         | 宮崎県宮崎市         | 2013年9月1日   | ○              |
| FMひゅうが             | 宮崎県日向市         | 2014年7月1日   | -              |
| FMかのや               | 鹿児島県鹿屋市       | 2013年5月29日  | ○              |
| FMきりしま             | 鹿児島県霧島市       | 2013年6月27日  | ○              |
| FMさつませんだい       | 鹿児島県薩摩川内市   | 2017年12月14日 | ○              |
| フレンズFM             | 鹿児島県鹿児島市     | 2022年3月1日   | ○              |
| FMうるま               | 沖縄県うるま市       | 2017年8月12日  | （CSRA）       |
| FM21                   | 沖縄県浦添市         | 2017年9月1日   | （CSRA）       |
| FMレキオ               | 沖縄県那覇市         | 2017年9月1日   | （CSRA）       |
| FMもとぶ               | 沖縄県本部町         | 2017年9月1日   | （CSRA）       |
| FMくめじま             | 沖縄県久米島町       | 2018年6月1日   | （CSRA）       |
| FMみやこ               | 沖縄県宮古島市       | 2018年9月28日  | ○              |

### 過去
| 配信局名                     | 所在地           | 配信開始日     | 配信終了日     | パソコンの聴取 | 備考               |
| ---------------------------- | ---------------- | -------------- | -------------- | -------------- | ------------------ |
| 常総災害FM（臨時災害局）     | 茨城県常総市     | 2015年9月23日  | 2015年11月30日 | -              | 閉局による配信終了 |
| 御船災害FM（臨時災害局）     | 熊本県御船町     | 2016年7月4日   | 2017年3月31日  | -              | 閉局による配信終了 |
| 益城さいがいFM（臨時災害局） | 熊本県益城町     | 2016年4月27日  | 2019年3月26日  | -              | 閉局による配信終了 |
| ラジオ高崎                   | 群馬県高崎市     | 2013年5月17日  | 2021年2月28日  | （JCBA）       | 配信契約の終了     |
| FMあおぞら                   | 宮城県亘理町     | 2018年11月27日 | 2023年10月1日  | ○              | 配信休止           |
| シティエフエム都城           | 宮崎県都城市     | 2013年9月1日   | 2024年3月31日  | ○              | 閉局による配信終了 |
| FMぎんが                     | 鹿児島県鹿児島市 | 2019年1月11日  | 2025年4月30日  | ○              | 配信休止           |
| FMねまらいん                 | 岩手県大船渡市   | 2016年2月1日   | 2025年4月1日   | ○              | 配信休止           |